# Дрежник Подокићки
Дрежник Подокићки је насељено место у саставу града Самобора у Загребачкој жупанији, Хрватска. До територијалне реорганизације у Хрватској налазио се у саставу старе загребачке приградске општине Самобор.

## Становништво
На попису становништва 2011. године, Дрежник Подокићки је имао 253 становника.

## Попис1991.
На попису становништва 1991. године, насељено место Дрежник Подокићки је имало 235 становника, следећег националног састава:
| Попис 1991.‍  | Попис 1991.‍  | Попис 1991.‍ | Попис 1991.‍ | Попис 1991.‍ |
| ------------ | ------------ | ----------- | ----------- | ----------- |
|              |              |             |             |             |
| Хрвати       | Хрвати       |             | 234         | 99,57%      |
| неопредељени | неопредељени |             | 1           | 0,42%       |
| укупно: 235  |              |             |             |             |